# Iztacalco
Iztacalco is een van de zestien gemeentes van Mexico-Stad. Iztacalco ligt in het oosten van de stad, grenzend aan de gemeentes Iztapalapa, Benito Juárez, Cuauhtémoc en Venustiano Carranza. Iztacalco had 390.348 inwoners in 2015.
Iztacalco is een overwegend industriële, arme buurt. De naam komt uit het Nahuatl en betekent 'plaats van het witte huis'.